# Paraconsors timberlakei
Paraconsors timberlakei är en tvåvingeart som först beskrevs av Hall 1967.  Paraconsors timberlakei ingår i släktet Paraconsors och familjen svävflugor.
Artens utbredningsområde är Texas. Inga underarter finns listade i Catalogue of Life.